# Jos Sneyers
Jos Sneyers is een personage uit de Vlaamse soapserie Wittekerke dat werd gespeeld door Kürt Rogiers. Hij maakte zijn opwachting halverwege seizoen 3 en vertrok na seizoen 11 op verzoek van Rogiers zelf. Dit personage was te zien van 1996 tot 2004.

## Personage
Jos komt uit een vreemde familie: zijn moeder is aan de drank, zijn vader is een razend agressieve man en zijn kleinste broertje wordt opgesloten in de kelder. Door hevige verwaarlozing en kindermishandeling heeft de jongen een psychische kwetsbaarheid. Jos herpakt zich echter en hij slaat de goede weg in. Hij gaat in de Schorre werken en wordt een van de bekendste en geliefdste Wittekerkenaren.

## Vertrek
Na seizoen 11 zien we Sneyers niet meer terug. Hij is na het breken van de relatie met Merel vertrokken naar Spanje om alles op een rijtje te zetten.

## Familie
- Tim Sneyers (broer)
- Jean Sneyers (broer)
- Chris Sneyers (tweelingbroer)
- Etienne Sneyers (vader)
- Frieda Sneyers (moeder)